# Pseudoacontias menamainty
Pseudoacontias menamainty är en ödleart som beskrevs av  Franco Andreone och GREER 2002. Pseudoacontias menamainty ingår i släktet Pseudoacontias och familjen skinkar. IUCN kategoriserar arten globalt som akut hotad. Inga underarter finns listade i Catalogue of Life.